# Chanel

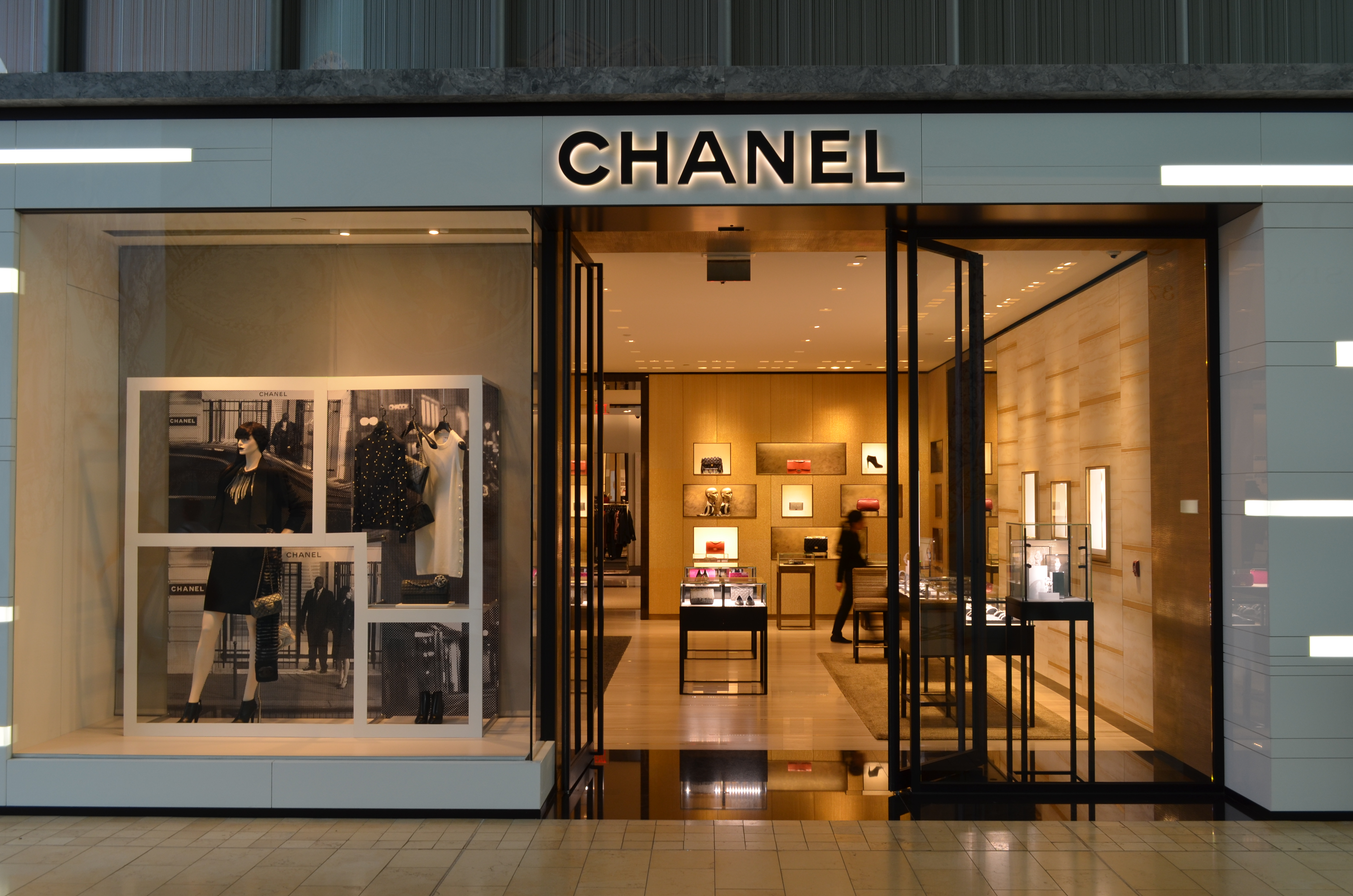
Een Chanel-boetiek

Chanel Nº5

Chanel SAS is een Frans bedrijf dat kleding en accessoires maakt, opgericht in 1910. Chanel produceert zowel haute couture als prêt-à-porter, alsook cosmetica, parfum, sieraden en horloges.

## Geschiedenis
De Franse couturière Coco Chanel ontwierp sinds de jaren tien vrouwenkleding die overeenkwam met de smaak van vrouwen zelf, en die veel eenvoudiger en eleganter was dan de 19e-eeuwse mode. In de jaren twintig stond Chanel voor simpele ontwerpen met rechte lijnen in plaats van smalle tailles en overdreven boezems, in 'mannelijke' kleuren zoals grijs en marineblauw. De kleding moest zowel elegant en stijlvol als praktisch zijn. Dit zien we ook terug in de 2.55, een van de eerste handtassen met een schouderband. Vanaf 1983 tot aan zijn dood in 2019 was Karl Lagerfeld belast met het ontwerpen van de Chanel-kleding.
Het bedrijf werd evenwel groot dankzij het internationale succes van het parfum Chanel Nº5. In 1924 droeg Coco Chanel het eigendom en het recht om het parfum te fabriceren over aan de Société de parfums Chanel van de industriëlen Pierre en Paul Wertheimer, in ruil voor 10 procent van de aandelen en een functie als president-directeur. Tijdens de Tweede Wereldoorlog probeerde Chanel via haar Duitse contacten de Société de parfums Chanel in handen te krijgen. De joodse gebroeders Wertheimer hadden hun parfumeriebedrijven echter al overgedragen aan een Arische beheerder, Félix Amiot van de vliegtuigfabriek SECM. Na de oorlog voerden ze een juridische strijd met Amiot om hun bedrijven terug te krijgen. In 1948 werd het contract met Coco Chanel herzien.
Coco Chanel overleed in 1971. Karl Lagerfeld werd in 1983 tot hoofdontwerper benoemd. Het bedrijf is tegenwoordig eigendom van Alain en Gérard Wertheimer, kleinzonen van Pierre Wertheimer, en is ondergebracht in een Nederlandse holding, de besloten vennootschap Chanel International BV.

## Activiteiten
Het niet-beursgenoteerde bedrijf heeft de activiteiten in drie groepen verdeeld:
- Mode, kleding, lederwaren en schoenen;
- Cosmetica, parfums en dergelijke en
- Horloges en juwelen.

Chanel geeft geen onderverdeling van de verkopen naar deze drie groepen. Azië is de belangrijkste regio, deze heeft een aandeel in de totale omzet van ongeveer 50%. De verkopen in Europa en Amerika zijn nagenoeg even hoog.

### Resultaten
Chanel rapporteerde over 2017 haar eerste jaarverslag, 108 jaar na de oprichting. Het bedrijf behaalde in het kalenderjaar 2017 een omzet van US$ 9,6 miljard, een stijging van 11% ten opzichte van 2016, en een bedrijfsresultaat van US$ 2,7 miljard. De brutowinstmarge is ongeveer 80% van de omzet en ongeveer 15% van de omzet werd besteed aan promotie en reclame.
| Jaar | Omzet (×US$ miljoen) | Nettoresultaat (×US$ miljoen) | Werknemers |
| ---- | -------------------- | ----------------------------- | ---------- |
| 2018 | 11.119               | 2166                          | 25.295     |
| 2019 | 12.273               | 2410                          | 27.713     |
| 2020 | 10.108               | 1366                          | 27.018     |
| 2021 | 15.639               | 4026                          | 28.467     |
| 2022 | 17.224               | 4596                          | 32.116     |